# Gospodarka o obiegu zamkniętym

Porównanie gospodarki liniowej z cyrkularną

Gospodarka o obiegu zamkniętym (GOZ) (lub gospodarka cyrkularna, ang. circular economy)  – regeneracyjny system gospodarczy, w którym minimalizuje się zużycie surowców i wielkość odpadów oraz emisję i utraty energii poprzez tworzenie zamkniętej pętli procesów, w których odpady z jednych procesów są wykorzystywane jako surowce dla innych, co maksymalnie zmniejsza ilość odpadów produkcyjnych.
Model taki jest przeciwieństwem gospodarki liniowej, bazującej na ciągłym wzroście i powiększającym się zużyciu surowców oraz wolumenu odpadów. W modelu GOZ dąży się do tego, by jak najdłużej utrzymać wartość zasobów (a nie wytworzyć wartość dodaną jak w modelu gospodarki liniowej), optymalizować gospodarkę zasobami (a nie optymalizować przepływy zasobów) i zwiększyć efektywność używania dóbr (a nie efektywność produkcji dóbr). 
Przechodzenie na model GOZ jest oficjalnym celem Unii Europejskiej. W Polsce resortem koordynującym wdrażanie GOZ jest Ministerstwo Rozwoju i Technologii .